# Astrum Entertainment
Astrum Entertainment — российский разработчик и издатель ПК и мобильных игр. В настоящее время в портфолио Astrum Entertainment присутствует более 20 игр в разных жанрах и на разных платформах. 
По итогам 2023 года стала второй по выручке компанией игрового рынка в РФ. По итогам 2024 года вошла в рейтинг 30 крупнейших компаний Рунета по версии Forbes. 

## История
Компания была создана в декабре 2022 года в процессе разделения активов компании My.Games. 15 декабря 2022 года международный разработчик и издатель игр My.Games сообщил о прекращении деятельности на территории России, все российские активы компании перешли во владение новой компании Astrum Entertainment. Генеральным директором стал Сергей Ефремов. В конце 2022 года Astrum Entertainment создает совместное предприятие с компанией Innova — издателем Lineage 2. В начале 2023 года компания окончательно отделилась от бизнеса My.Games в отдельную независимую компанию и стала активно развиваться самостоятельно. 21 февраля 2023 года Astrum Entertainment стал издателем шутера Atomic Heart, доступного для жителей РФ и СНГ эксклюзивно на платформе VK Play, представил многопользовательские шутеры Battle Teams 2 и Xtract, в августе выпустил первое сюжетное DLC для Atomic Heart под названием «Инстинкт Истребления». 14 апреля 2023 году компания вошла в Ассоциацию профессионалов игровой индустрии. В том же месяце стало известно, что онлайн-шутер Warface остаётся в России под издательством и разработкой Astrum Entertainment.
В октябре 2023 года Astrum Entertainment объявляет о назначении нового СЕО компании. Им стал Алексей Изотов, тогда как Сергей Ефремов перешёл на должность СОО. В конце года Astrum Entertainment и Московский физико-технический институт объявили о начале сотрудничества в сфере подготовки квалифицированных кадров для игровой индустрии. 8 декабря совместно с VK Play и АПРИОРИ инициировали запуск проекта PROTOTYPE с первым геймдев-митапом vol.1/23, призванного стать экспертной и нетворкинговой площадкой для поддержки российских инди-разработчиков . 
В феврале 2024 года Astrum Entertainment выпускает второе сюжетное дополнение для Atomic Heart под названием «Узник Лимбо» и запускает новый киберспортивный сезон Warface под названием «Astrum League 2024» с призовым фондом более 33 млн рублей. В начале этого же года  компания стала владельцем российского юридического лица разработчика мобильных игр Deus Craft, (с 17 ноября 2024 г. находится в процессе ликвидации). В марте новым СЕО компании становится Тони Уоткинс, экс-президент подразделения Electronic Arts в России, ранее бывший на руководящих позициях в таких компаниях как Kaspersky, ESLFaceIT Group, Lavazza и Dirol. 5 апреля компания организовала второй геймдев-митап в рамках проекта PROTOTYPE — vol.2/24, а 10 апреля сообщила о праздновании 12 годовщины со дня выхода Warface. В ноябре на выставке «РЭД Экспо» Astrum Entertainment анонсировал, что компания выступит издателем на территории России и СНГ экшен-MMORPG Bellatores и PvPvE-шутера NCORE — игры выйдут в 2026 и 2025 годах соответственно.
15 января 2025 года бывший глава подразделения Sony Playstation в России и странах СНГ Сергей Клишо был назначен коммерческим директором Astrum Entertainment. 28 января компания объявила о выходе третьего DLC Atomic Heart «Чары морских глубин». 
В марте 2025 года компания запустила собственную платформу для дистрибуции своих игр Astrum Play.

## Руководство и собственники
- Тони Уоткинс — генеральный директор[26]
- Сергей Клишо — коммерческий директор[31]
- Кирилл Примаков — учредитель (100%, через АО «Мультипликатор групп»)[1][36])

## Игры
| Название                   | Разработчик           | Издатель |
| -------------------------- | --------------------- | -------- |
| NCORE (анонс 2025)         | Да (Astrum Lab)       | Да       |
| Warface                    | Да (Astrum Lab)       | Да       |
| Аллоды                     | Да (Astrum Lab)       | Да       |
| Легенда: Наследие Драконов | Да (Astrum Lab)       | Да       |
| Троецарствие               | Да (Astrum Lab)       | Да       |
| Джаггернаут                | Да (Astrum Lab)       | Да       |
| Revival                    | / HeroCraft           | Да       |
| Atomic Heart               | / Mundfish            | Да       |
| Bellatores (анонс 2026)    | NYOU                  | Да       |
| Lost Ark                   | Smilegate             | Да       |
| ArcheAge                   | XL Games              | Да       |
| Perfect World              | Beijing Perfect World | Да       |
| Revelation                 | NetEase               | Да       |
| Battle Teams 2             | Wizard Games          | Да       |
| Меч короля: Начало         | Shenzhen IYouLong     | Да       |
| Пара Па: Город Танцев      | Snail Games           | Да       |
| Бумз!                      | 7road                 | Да       |

## Дочерние компании
- Astrum Lab (100%)
  - Astrum Play (100%)
- Наши Игры (50,06%)